# Et sogn søger sammen
Et sogn søger sammen er en dansk dokumentarfilm fra 1956, der er instrueret af Jesper Tvede efter manuskript af Erik Højsgård.

## Handling
Sognegården i Revninge på Fyn skaber mulighed for samarbejde, således at de unge ikke søger til byen.